# キャロル・ロビンソン
キャロル・ヴィヴィアン・ロビンソン（Dame Carol Vivien Robinson, 1956年4月10日 - ）は、イギリスの生化学者。ケンブリッジ大学教授。主な業績はエレクトロスプレーイオン化質量分析法を用いた巨大タンパク質複合体の特性解析法の開発。

## 来歴
ケント出身。高校中退後、ファイザー社の検査技師になり、質量分析に従事した。1982年にスウォンジー大学から化学のM.Sc.を取得後、ケンブリッジ大学チャーチル・カレッジからPh.D.を取得。ブリストル大学で博士研究員を務めた後、1999年にオックスフォード大学の非常勤教授に就任し、2009年から現職。 2004年王立協会フェローに選出され、2018年から2020年まで、王立化学会の会長を務めた。

## 受賞歴
- 2010年 - デービーメダル、プレローグ・メダル
- 2015年 - ロレアル-ユネスコ女性科学賞
- 2019年 - ロイヤル・メダル
- 2022年 - ルイ＝ジャンテ医学賞、ベンジャミン・フランクリン・メダル
- 2024年 - 欧州発明家賞功労賞

## 参照
- Professor Dame Carol Robinson